# Jean-Pierre Dogliani
Jean-Pierre Dogliani, né le 17 octobre 1942 à Marseille et mort le 17 avril 2003 à Fourqueux est un footballeur international français qui évolue au poste d'attaquant avant de devenir entraîneur. 
Jean-Pierre Dogliani commence sa carrière professionnelle à l'Olympique de Marseille, puis rejoint l'Angers sporting club de l'Ouest, avec lequel il remporte le championnat de France de Division 2 en 1969. Il réalise ensuite deux saisons au Sporting Club de Bastia et reste un an à l'Association Sportive de Monaco avant de terminer sa carrière au Paris Saint Germain. En 1967, il marque un but face à la Roumanie pour sa seule sélection avec l'équipe de France.
Dogliani devient ensuite entraîneur au Sporting Club de Draguignan puis au FC Versailles avant de participer au recrutement du centre de formation du Paris Saint-Germain.

## Biographie

### Carrière de joueur

#### De l'Olympique de Marseille au SCO d'Angers
Formé à l'Olympique de Marseille, Jean-Pierre Dogliani fait ses débuts avec le club phocéen lors de la saison 1961-1962 et participe à son retour dans l'élite. Après deux saisons au club, Dogliani est poussé vers la sortie et rejoint l'Angers sporting club de l'Ouest en 1964. En 1967, ses performances avec le SCO lui permettent d'être sélectionné par Just Fontaine pour représenter la France face à la Roumanie,. Dogliani s'illustre lors de cette unique sélection en réduisant le score de la tête, en fin de match (défaite un but à deux). Deux ans plus tard, alors que le club se rapproche du titre de champion de division 2, Dogliani et les siens atteignent les demi-finales de la Coupe de France. 

#### Passages par le SEC Bastia et l'AS Monaco
En 1971, Dogliani rejoint le SEC Bastia (ensuite appelé SC Bastia) et atteint la finale de la Coupe de France lors de sa deuxième saison. Dogliani quitte finalement le club corse après cet échec pour signer à l'Association sportive de Monaco. En conflit avec le club de la principauté, il souhaite le quitter dès sa première saison.

#### Fin de carrière au Paris Saint-Germain
En juin 1973, Just Fontaine et la direction du Paris Saint-Germain recrutent plusieurs joueurs dont Jean-Pierre Dogliani au poste de meneur de jeu. L'investissement d'un million d'ancien francs, est rapidement amorti puisqu'il se révèle décisif lors des barrages permettant d'accéder à la première division. Alors que le Paris Saint-Germain doit impérativement remporter son match retour face au Valenciennes Football Club, en juin 1974, le club de la capitale est mené deux buts à un après la pause. Dogliani inscrit finalement un doublé (victoire quatre buts à deux) qui permet aux siens de monter en première division,. Après deux nouvelles saisons dans l'élite, Dogliani est de moins en moins utilisé par Fontaine et met un terme à sa carrière en juin 1976.  

### Carrière de technicien
Trois ans après sa retraite de joueur professionnel, Jean-Pierre Dogliani devient entraîneur du Sporting Club de Draguignan pour la saison 1979-1980. Il occupe par la suite le poste de directeur sportif du Racing Club de Strasbourg, entre 1986 et 1989 qu'il entraîne brièvement en 1988. Après un bref passage au Football Club de Versailles, il devient recruteur pour le centre de formation du Paris Saint-Germain en 1996. Malade, il doit quitter ses fonctions en juillet 2000.

## Statistiques personnelles en championnat
Les statistiques de Dogliani en championnat sont les suivantes :
| Année     | Équipe                 | Championnat | Matchs | Buts |
| --------- | ---------------------- | ----------- | ------ | ---- |
| 1961-1962 | Olympique de Marseille | Division 2  | 6      | 1    |
| 1962-1963 | Olympique de Marseille | Division 1  | 28     | 6    |
| 1963-1964 | Olympique de Marseille | Division 2  | 28     | 10   |
| 1964-1965 | SCO Angers             | Division 1  | 29     | 3    |
| 1965-1966 | SCO Angers             | Division 1  | 32     | 8    |
| 1966-1967 | SCO Angers             | Division 1  | 30     | 7    |
| 1967-1968 | SCO Angers             | Division 1  | 19     | 6    |
| 1968-1969 | SCO Angers             | Division 2  | 35     | 23   |
| 1969-1970 | SCO Angers             | Division 1  | 18     | 5    |
| 1970-1971 | SCO Angers             | Division 1  | 8      | 3    |
| 1970-1971 | SC Bastia              | Division 1  | 19     | 5    |
| 1971-1972 | SC Bastia              | Division 1  | 34     | 13   |
| 1972-1973 | AS Monaco              | Division 2  | 26     | 4    |
| 1973-1974 | Paris Saint-Germain    | Division 2  | 26     | 14   |
| 1974-1975 | Paris Saint-Germain    | Division 1  | 37     | 4    |
| 1975-1976 | Paris Saint-Germain    | Division 1  | 20     | 4    |

## Palmarès

### En club
- Champion de France de Division 2 en 1969 avec le SCO Angers
- Finaliste de la Coupe de France en 1972 avec le SEC Bastia

### EnÉquipe de France
- 1 sélection et 1 but en 1967

### Statistiques
- 274 matchs et 64 buts en Division 1
- 121 matchs et 52 buts en Division 2

## Décorations
- Chevalier de l'ordre national du Mérite (décret du 14 novembre 2002)[1]